# 浦田尚希
浦田 尚希（うらた なおき、1974年6月27日 - ）は、埼玉県出身の元プロサッカー選手、現サッカー指導者。現役時代はJリーグの川崎フロンターレ、ヴァンフォーレ甲府に所属した。ポジションはフォワード。　

## 経歴
高校は埼玉県の強豪・武南高等学校に進学。1学年上に上野良治、同学年に室井市衛や浅利悟など、後にJリーグでも活躍する選手の中、フォワードとして活躍した。武南高校は浦田が在籍した3年間全てで全国高等学校サッカー選手権大会でベスト8以上の成績を残し、浦田が3年生だった1992年度の第71回大会では準決勝に進んだ。卒業後は国士舘大学に進学し、同大学のサッカー部で活動。関東大学サッカーリーグ戦では3年生の1995年度第69回大会で優勝、続く1996年度は大学リーグ戦準優勝で得点王、続く第45回全日本大学サッカー選手権大会では同級生の今野章や佐藤尽、2学年下の熱田眞や金沢浄や鏑木享などと共にチームを初優勝に導き、自らも大会最優秀選手となった。
1997年、大学卒業後に浦田は当時旧JFL所属の川崎フロンターレにプロ選手として加入。川崎には高校・大学で共に2学年先輩となる伊藤彰が所属していた。Jリーグ参入を目指して補強を強化していた川崎ではルーキーシーズンにプロ初得点を記録し、2年目からは試合の終盤に起用されるスーパーサブとして出場試合数も増えた。川崎がJリーグ2部 (J2) に参加した1999年シーズンも浦田は好調で、11月5日のサガン鳥栖戦（等々力）では川崎のJリーグ1部 (J1) 昇格を決定付けるVゴールを決めた。この1999シーズンが浦田のプロ生活にとってのベストシーズンとなった。
2000年、J1初挑戦となった川崎で、浦田は引き続き試合途中から出場して劣勢を挽回することを期待され、5月27日の1stステージ第17節・セレッソ大阪戦（長居）でも後半途中から出場し、延長後半に相手のステージ優勝を阻止するVゴール（我那覇和樹が出した背後からのクロスボールに対するダイレクトボレー）を決めた。しかし川崎は同シーズンの年間順位で最下位（18位）に終わり、更に翌2001年シーズンはJ2で8位に終わってJ1復帰に失敗した。浦田も負傷に苦しみ、2001年はJ2リーグ戦での試合出場ができず、同年末に川崎との契約が満了した。2002年はヴァンフォーレ甲府に移籍して再びJ2で戦い、2シーズンぶりの公式戦ゴールも記録したが、甲府との契約は1シーズンで終了し、同年限りで現役を引退した。
浦田は国士舘大学に教員免許を取得したこともあり、現役引退後は指導者の道を歩んだ。最初は出身地の埼玉県で中学校の保健体育の非常勤講師として1年間勤務した後、Jリーグのキャリアサポートセンターのあっせんを受けて石川県金沢市の「スポーツクラブヴィテン」のインストラクターとしてサッカースクールを担当した。その後東京都北区にある駿台学園高等学校に指導者として招かれ、2011年度からは同高校サッカー部の監督を務めた。また、日本サッカー協会公認のC級ライセンス、日本体育協会の公認指導員資格を保持している。
2013年度からは郷里の埼玉県にある埼玉平成高等学校の監督を務めている。

## 所属クラブ
- 1990年-1992年 武南高等学校
- 1993年-1996年 国士舘大学
- 1997年-2001年 川崎フロンターレ
- 2002年 ヴァンフォーレ甲府

## 個人成績
| 国内大会個人成績 | 国内大会個人成績 | 国内大会個人成績 | 国内大会個人成績 | 国内大会個人成績 | 国内大会個人成績 | 国内大会個人成績 | 国内大会個人成績 | 国内大会個人成績 | 国内大会個人成績 | 国内大会個人成績 | 国内大会個人成績 |
| 年度             | クラブ           | 背番号           | リーグ           | リーグ戦         | リーグ戦         | リーグ杯         | リーグ杯         | オープン杯       | オープン杯       | 期間通算         | 期間通算         |
| 年度             | クラブ           | 背番号           | リーグ           | 出場             | 得点             | 出場             | 得点             | 出場             | 得点             | 出場             | 得点             |
| 日本             | 日本             | 日本             | 日本             | リーグ戦         | リーグ戦         | ナビスコ杯       | ナビスコ杯       | 天皇杯           | 天皇杯           | 期間通算         | 期間通算         |
| ---------------- | ---------------- | ---------------- | ---------------- | ---------------- | ---------------- | ---------------- | ---------------- | ---------------- | ---------------- | ---------------- | ---------------- |
| 1994             | 国士大           |                  | -                | -                | -                | -                | -                |                  |                  |                  |                  |
| 1996             | 国士大           |                  | -                | -                | -                | -                | -                |                  |                  |                  |                  |
| 1997             | 川崎             | 24               | 旧JFL            | 4                | 2                | -                | -                | 0                | 0                | 4                | 2                |
| 1998             | 川崎             | 24               | 旧JFL            | 13               | 0                | 2                | 2                | 1                | 1                | 16               | 3                |
| 1999             | 川崎             | 13               | J2               | 28               | 6                | 1                | 0                | 2                | 2                | 31               | 8                |
| 2000             | 川崎             | 13               | J1               | 13               | 2                | 2                | 0                | 0                | 0                | 15               | 2                |
| 2001             | 川崎             | 13               | J2               | 0                | 0                | 1                | 0                | 0                | 0                | 1                | 0                |
| 2002             | 甲府             | 11               | J2               | 10               | 1                | -                | -                |                  |                  |                  |                  |
| 通算             | 日本             | 日本             | J1               | 13               | 2                | 2                | 0                | 0                | 0                | 15               | 2                |
| 通算             | 日本             | 日本             | J2               | 38               | 7                | 2                | 0                |                  |                  |                  |                  |
| 通算             | 日本             | 日本             | 旧JFL            | 17               | 2                | 2                | 2                | 1                | 1                | 20               | 5                |
| 通算             | 日本             | 日本             | 他               | -                | -                | -                | -                |                  |                  |                  |                  |
| 総通算           | 総通算           | 総通算           | 総通算           | 68               | 11               | 6                | 2                |                  |                  |                  |                  |

## エピソード
- 上記の通り、プロ入り後の浦田はスーパーサブとして起用される場面が多かったこともあり、当時は「Vゴール」と呼ばれたゴールデンゴールとの縁が深い。大学サッカー選手権の決勝は鏑木享のVゴールで早稲田大学を破っての優勝となり[注 5]、上記の通りチームのJ1昇格決定とセレッソ優勝阻止は自分のVゴールで決めた。
- 2013年、Jリーグ公式サイトによるリーグ戦開始20周年企画として行われた「歴代ベストゴール」Web投票の中で、セレッソ戦での浦田のゴールが候補の一つとして含まれ、動画が公開された 。